# Eleições estaduais na Paraíba em 1962
As eleições estaduais na Paraíba em 1962 ocorreram em 7 de outubro como parte das eleições gerais em 22 estados e nos territórios federais do Amapá, Rondônia e Roraima. Foram eleitos os senadores João Agripino e Argemiro de Figueiredo, além de 13 deputados federais e 40 deputados estaduais.
Coube ao advogado João Agripino a maior votação na disputa para senador. Gruaduado em 1937 pela Universidade Federal de Pernambuco, sua carreira jurídica começou nos tempos de estudante quando foi procurador e promotor de justiça adjunto em Brejo do Cruz, onde nasceu. Sua vida política teve início quando o Estado Novo agonizava e nisso filiou-se à UDN e não obstante presidir o diretório paraibano foi chamado para compor a direção nacional da legenda. Eleito deputado federal em 1945, assinou a  Constituição de 1946. Reeleito em 1950, 1954 e 1958, afastou-se do mandato para assumir o cargo de ministro das Minas e Energia durante o governo Jânio Quadros como o primeiro titular da pasta e em 1962 foi eleito senador pela Paraíba..
Natural de Campina Grande Argemiro de Figueiredo formou-se advogado pela Universidade Federal de Pernambuco em 1924 e cinco anos depois elegeu-se deputado estadual. Partidário da Aliança Liberal e da Revolução de 1930, foi secretário de Justiça da Paraíba durante a interventoria de Gratuliano Brito. Correligionário de José Américo de Almeida, foi eleito governador por via indireta em 1935 e com a decretação do Estado Novo foi mantido no cargo até 1940 sob a denominação de interventor federal. Retornou à vida política ao filiar-se à UDN e por esta legenda foi eleito deputado federal em 1945. Signatário da Constituição de 1946, foi derrotado por José Américo de Almeida ao disputar o governo paraibano em 1950 e no ano seguinte perdeu a prefeitura de Campina Grande, não obstante foi eleito senador em 1954 e reeleito em 1962 quando já pertencia ao PTB.

## Resultado da eleição para senador
Conforme o Tribunal Superior Eleitoral houve 508.004 votos nominais.
| Candidatos a senador da República | Candidatos a suplente de senador  | Número | Coligação           | Votação | Percentual |
| --------------------------------- | --------------------------------- | ------ | ------------------- | ------- | ---------- |
| João Agripino UDN                 | Domício Gondim PDC                | -      | UDN, PDC            | 137.373 | 27,04%     |
| Argemiro de Figueiredo PTB        | Augusto Gonçalves de Abrantes PTB | -      | PTB (sem coligação) | 110.835 | 21,82%     |
| Aluizio Campos UDN                | Francisco Seráfico da Nóbrega UDN | -      | UDN, PDC            | 109.286 | 21,51%     |
| Drault Ernani PSD                 | Severino Cabral PSD               | -      | PSD (sem coligação) | 105.162 | 20,70%     |
| José Joffily PSB                  | Cláudio Santa Cruz Costa PSB      | -      | PSB (sem coligação) | 45.348  | 8,93%      |

## Deputados federais eleitos
São relacionados os candidatos eleitos com informações complementares da Câmara dos Deputados.

Representação eleita
  UDN: 6
  PSD: 5
  PTB: 2

| Deputados federais eleitos | Partido | Votação | Percentual | Cidade onde nasceu   | Unidade federativa  |
| Teotônio Neto              | PSD     | 25.693  |            | Santana dos Garrotes | Paraíba             |
| Humberto Lucena            | PSD     | 23.193  |            | João Pessoa          | Paraíba             |
| Milton Cabral              | PTB     | 20.064  |            | Umbuzeiro            | Paraíba             |
| Vital do Rego              | UDN     | 19.945  |            | Campina Grande       | Paraíba             |
| Abelardo Jurema            | PSD     | 19.943  |            | Itabaiana            | Paraíba             |
| Janduhy Carneiro           | PSD     | 19.441  |            | Pombal               | Paraíba             |
| Flaviano Coutinho          | UDN     | 16.546  |            | João Pessoa          | Paraíba             |
| Arnaldo Lafayette          | PTB     | 12.479  |            | Monteiro             | Paraíba             |
| Plínio Lemos               | UDN     | 12.429  |            | Areia                | Paraíba             |
| Ernani Sátiro              | UDN     | 9.899   |            | Patos                | Paraíba             |
| Raul de Góes               | UDN     | 9.844   |            | Natal                | Rio Grande do Norte |
| Luís Bronzeado             | UDN     | 9.822   |            | Remígio              | Paraíba             |
| Bivar Olyntho              | PSD     | 5.834   |            | Serra Negra do Norte | Rio Grande do Norte |

## Deputados estaduais eleitos
As 40 cadeiras da Assembleia Legislativa da Paraíba foram assim distribuídas: PSD dez, PDC oito, PSB sete, UDN seis, PTB seis, PL dois, PR um.

Representação eleita
  PSD: 10
  PDC: 8
  PSB: 7
  UDN: 6
  PTB: 6
  PL: 2
  PR: 1

| Deputados estaduais eleitos  | Partido | Votação | Percentual | Cidade onde nasceu       | Unidade federativa  |
| Agnaldo Veloso Borges        | PL      | 6.203   |            | Campina Grande           | Paraíba             |
| Jonas Leite Chaves           | UDN     | 5.291   |            | Itaporanga               | Paraíba             |
| Francisco Pereira            | UDN     | 5.277   |            | Solânea                  | Paraíba             |
| Zé Gayoso                    | PSD     | 4.944   |            | Patos                    | Paraíba             |
| Otávio Mariz Maia            | UDN     | 4.797   |            | João Pessoa              | Paraíba             |
| Clóvis Bezerra Cavalcanti    | UDN     | 4.704   |            | Bananeiras               | Paraíba             |
| Mário Silveira               | PSD     | 4.375   |            | Boa Vista                | Paraíba             |
| José Teotônio da Silva       | PSB     | 4.318   |            | Cacimbas                 | Paraíba             |
| João Batista de Lima Brandão | PDC     | 4.284   |            | Nazarezinho              | Paraíba             |
| Joacil Pereira               | UDN     | 4.226   |            | Caicó                    | Rio Grande do Norte |
| Antônio de Paiva Gadelha     | UDN     | 3.936   |            | Sousa                    | Paraíba             |
| Álvaro Gaudêncio de Queiroz  | PDC     | 3.933   |            | São João do Cariri       | Paraíba             |
| Aloysio Pereira Lima         | PSD     | 3.804   |            | João Pessoa              | Paraíba             |
| Ronaldo Cunha Lima           | PTB     | 3.796   |            | Guarabira                | Paraíba             |
| Antônio Nominando Diniz      | PL      | 3.791   |            | Princesa Isabel          | Paraíba             |
| Wilson Braga                 | PSB     | 4.739   |            | Conceição                | Paraíba             |
| Luiz Inácio Ribeiro Coutinho | PDC     | 3.721   |            | Sapé                     | Paraíba             |
| José Pereira da Costa        | PDC     | 3.691   |            | Araruna                  | Paraíba             |
| Avelino Elias de Queiroga    | PSD     | 3.608   |            | Pombal                   | Paraíba             |
| José Fernandes de Lima       | PSD     | 3.547   |            | Mamanguape               | Paraíba             |
| Assis Lemos                  | PSB     | 3.538   |            | Areia                    | Paraíba             |
| José Maranhão                | PTB     | 3.510   |            | Araruna                  | Paraíba             |
| Sílvio Pélico Pôrto          | PDC     | 3.482   |            | Rio Tinto                | Paraíba             |
| Romeu Gonçalves de Abrantes  | PTB     | 3.353   |            | Itabaiana                | Paraíba             |
| Egídio Silva Madruga         | PDC     | 3.350   |            | Pedras de Fogo           | Paraíba             |
| Francisco Souto Neto         | PDC     | 3.341   |            | João Pessoa              | Paraíba             |
| Sóstenes Pedro da Silva      | PSD     | 3.287   |            | Cajazeiras               | Paraíba             |
| Antônio Leite Montenegro     | PTB     | 3.079   |            | Rio Tinto                | Paraíba             |
| José Braz do Rêgo            | PTB     | 3.063   |            | Limoeiro                 | Ceará               |
| Orlando Cavalcanti de Melo   | PSD     | 3.054   |            | Araçagi                  | Paraíba             |
| Inácio José Feitosa          | PTB     | 3.032   |            | Monteiro                 | Paraíba             |
| Waldir dos Santos Lima       | PDC     | 2.971   |            | João Pessoa              | Paraíba             |
| Amélio de Miranda Leite      | PSD     | 2.891   |            | Caiçara                  | Paraíba             |
| Nivaldo de Farias Brito      | PSD     | 2.879   |            | São João do Cariri       | Paraíba             |
| Inácio Pedrosa               | PSD     | 2.871   |            | Cruz do Espírito Santo   | Paraíba             |
| José Lacerda Neto            | PSB     | 2.798   |            | São José de Piranhas     | Paraíba             |
| João Caetano dos Santos      | PR      | 2.494   |            | Bayeux                   | Paraíba             |
| José Alves Lira              | PSB     | 2.432   |            | Piancó                   | Paraíba             |
| Langstein de Almeida         | PSB     | 2.223   |            | Campina Grande           | Paraíba             |
| Otacílio Jurema              | PSB     | 2.203   |            | São João do Rio do Peixe | Paraíba             |